# Списък на крепостите и замъците в Турция
Тази страница представлява списък на крепостите и замъците в Турция.

## История
В миналото територия на съвременна Турция е населявана от много народи и е владяна от доста царства и империи. Крепости на тази територия са строили хетите, фригите, лидийците, урартийците, древните гърци и римляните.
Първите средновековни замъци са от 5 век – византийски. С началото на второто хилядолетие от нашата ера кръстоносците на основата на съществуващите укрепления построяват нови. Това се отнася за арменците на Арменското плато и за селджуките на Анадолското плато, които настъпват на тази територия по същото време.
Традицията е продължена от караманците и османците. По времето на Османската империя отпада нуждата от защита на много места явяващи вътрешни за новата империя (вкл. и в българските земи) и на някои места се издигат представителни и красиви дворци на мястото на по-старите укрепления.

## Списък
| Изглед      | Име                        | Местоположение | Провинция | Координати                   | Година | Построен/а от | Бележки                 |
| ----------- | -------------------------- | -------------- | --------- | ---------------------------- | ------ | ------------- | ----------------------- |
| Амасра кале | Цитадела на Амасра İç Kale | Амасра         | Бартън    | NS=41/44/58/N; EW=32/23/19/E |        | Византийци    | разширена от Генуизийци |

## Галерия
- Византийският лимес в Анатолия през 740 г.
- Византийският лимес в Анатолия през 780 г.
- Византийският лимес в Анатолия през 842 г.
- Крепостните стени на Диарбекир
- Укрепено селище на понтийски гърци в близост до Кастамону
- Змийският замък по средата на Чукурова